# Le Chocolat
Pour les articles homonymes, voir Chocolat (homonymie).
Pour plus de détails, voir Fiche technique et Distribution.
Le Chocolat ou Chocolat au Québec est un film britannico-américain de Lasse Hallström réalisé en 2000 et sorti en français en 2001. Le scénario est une adaptation du roman Chocolat de Joanne Harris.

## Synopsis
En 1959, durant le carême, à Lansquenet, un village de France marqué par les traditions et les pesanteurs de la religion, une jeune femme, Vianne Rocher (Juliette Binoche) et sa fille (Victoire Thivisol) reprennent une vieille pâtisserie pour ouvrir une chocolaterie. Cette nouveauté ne va pas sans déplaire à Monsieur le maire, le comte de Reynaud (Alfred Molina) un catholique fanatique pour lequel manger du chocolat est une gourmandise, un des 7 péchés capitaux. Elle va bouleverser le village : aider un homme âgé à se déclarer pour une veuve du même âge (Leslie Caron) ; sauver de son enfer une femme battue (Lena Olin) qu'elle engage comme employée ; réussir non sans peine à réconcilier une femme âgée (Judy Dench) et sa fille, secrétaire du comte, et enfin faire succomber le comte au chocolat (il finit par comprendre que sa femme, qui est à Venise, ne reviendra pas et il se rend compte que sa secrétaire est amoureuse de lui depuis longtemps). 
Arrive au milieu de tout cela en péniches un groupe de gitans mené par Roux (Johnny Depp) ; ils tombent amoureux l'un de l'autre. Après quelques péripéties et le départ de Roux, il revient et s'installe avec Vianne.

## Fiche technique
- Titre original et québécois : Chocolat
- Titre français : Le Chocolat
- Réalisation : Lasse Hallström
- Scénario : Robert Nelson Jacobs, d'après l'œuvre de Joanne Harris.
- Directeur de la photographie : Roger Pratt
- Ingénieur du son : Chris Munro
- Musique : Rachel Portman
- Production : David Brown Productions, Fat Free Limited, Miramax Films, Nina Saxon Film Design
- Genre : Comédie romantique
- Durée : 121 minutes
- Dates de sortie :
  - États-Unis : 22 décembre 2000
  - Québec : 5 janvier 2001[1]
  - France : 28 février 2001[2]
  - Royaume-Uni : 2 mars 2001

## Distribution
- Juliette Binoche (VF : Elle-même[3] et VQ : Claudie Verdant[4]) : Vianne Rocher
- Victoire Thivisol (VQ : Geneviève Déry) : Anouk Rocher
- Judi Dench (VF : Catherine Ferran et VQ : Yolande Roy) : Armande Voizin
- Alfred Molina (VF : Philippe Faure et VQ : Hubert Gagnon) : Comte de Reynaud
- Lena Olin (VF : Isabelle Gardien et VQ : Marie-Andrée Corneille) : Josephine Muscat
- Johnny Depp (VF : Jean-Michel Fête et VQ : Alain Zouvi) : Roux
- Hugh O'Conor (VQ : Antoine Durand) : Père Henri
- Carrie-Anne Moss (VF : Sophie Deschaumes et VQ : Nathalie Coupal) : Caroline Clairmont
- Aurélien Parent-Koenig : Luc Clairmont
- Peter Stormare (VQ : Benoit Rousseau) : Serge Muscat
- Hélène Cardona : Françoise Drou
- Antonio Gil : Jean-Marc Drou
- Élisabeth Commelin : Yvette Marceau
- Ron Cook : Alphonse Marceau
- Leslie Caron : Madame Audel
- John Wood : Guillaume Blerot
- Michèle Gleizer : Madame Rivet
- Dominique MacAvoy : Madame Pouget
- Arnaud Adam : George Rocher
- Christianne Oliveira : Chitza Roger
- Tatyana Yassukovich (VF : Odile Cohen) : la narratrice

## Lieu du tournage
Le film a été tourné à Flavigny-sur-Ozerain (Côte-d'Or) , ainsi qu'à Beynac-et-Cazenac (Dordogne) pour les scènes autour du cours d'eau.

## Récompenses
Nommé en 2001 pour : 
- Oscar du meilleur film
- Nommé pour l'Oscar de la meilleure actrice : Juliette Binoche
- Nommé pour l'Oscar de la meilleure actrice dans un second rôle : Judi Dench
- Oscar du meilleur scénario adapté : Robert Nelson Jacobs
- Oscar de la meilleure musique de film : Rachel Portman